# Stanislas Lédier
Stanislas Lédier est un homme politique français né le 29 octobre 1798 à Bacqueville (Seine-Maritime) et décédé le 1er mars 1873 à Paris.

## Biographie
Propriétaire terrien, maire de Bacqueville, conseiller général, il est député de la Seine-Maritime de 1852 à 1869, siégeant dans la majorité dynastique soutenant le Second Empire.
À sa mort, il lègue 5000 francs au bureau de bienfaisance de Bacqueville.

## Distinctions
- Officier de la Légion d'honneur (4 août 1867)[2].

## Sources
- « Stanislas Lédier », dans Adolphe Robert et Gaston Cougny, Dictionnaire des parlementaires français, Edgar Bourloton, 1889-1891 [détail de l’édition]